# ギルギット・バルティスタン

シアチェン氷河の位置

ギルギット・バルティスタン（ウルドゥー語:  گلگت - بلتستان、英語: Gilgit-Baltistan）は、パキスタンの行政区画。カシミールの一地域にあたる。2009年8月29日までは連邦直轄北方地域（ウルドゥー語:  شمالی علاقہ جات、英語: Federally Administered Northern Areas、略称:FANA）と呼ばれていた。首府はギルギット。人口は約150万人で、パキスタンの行政区画では最も少ない。

## 概要
ギルギットとバルティスタンから成り立ち、アザド・カシミールとともに「パキスタンの実効支配しているカシミール」（Pakistan-administered Kashmir）と呼ばれる。北側でアフガニスタン、北東側で中華人民共和国、南側でアザド・カシミール、南東側でインドのジャンムー・カシミール連邦直轄領およびラダック連邦直轄領に境を接する。
パキスタン憲法ではギルギット・バルティスタンをパキスタンの一部として扱っておらず、法的には州ではない。2020年11月1日にパキスタンのイムラン・カーン首相が地域から準州への格上げを表明しているが、憲法改正を要する。2021年に地域議会は準州昇格の支持を表明したが、カーン首相の退陣によりプロセスは停滞している。
なお、ギルギット・バルティスタンとされている地域の東部にあるシアチェン氷河（Siachen Glacier）はインド軍との最前線であり、ギルギット・バルティスタンとはまた別とされるとこがある。
地域全体にカラコルム山脈の急峻な山々が続き、その間をインダス川とその支流が流れる。地域の中央部を南北にカラコルムハイウェイが貫く。

## 歴史
ナガル藩王国（14世紀-1974年）、フンザ藩王国（15世紀-1974年）が建国された。
1877年、en:Gilgit Agencyを設置。
1891年、イギリス領インド帝国がナガル藩王国とフンザ藩王国に侵攻したフンザ・ナガル戦争が勃発。

### 行政区画
ギルギット・バルティスタンは、バルティスタン、ディアミール、ギルギットの3つの管区に分けられ、さらに14の県に分けられる。
| 管区           | 県                 | 面積 (km2) | 県都         | 人口 (2017年) | 管区所在地 |
| -------------- | ------------------ | ---------- | ------------ | ------------- | ---------- |
| バルティスタン | ガンチェ県         | 8,531      | カプルー     | 160,000       | スカルドゥ |
|                | シガール県         | 8,900      | シガール     | 70,000        |            |
|                | カルマン県         | 2,700      | カルマン     | 50,000        |            |
|                | スカルドゥ県       | 7,100      | スカルドゥ   | 260,000       |            |
|                | ロンドゥ県         | NA         | Dambudas     | NA            |            |
| ギルギット     | ギルギット県       | 4,208      | ギルギット   | 290,000       | ギルギット |
|                | ギザル県           | 12,381     | ガクーチ     | 170,000       |            |
|                | フンザ県           | 10,109     | アリアバード | 50,000        |            |
|                | ナガル県           | 4,137      | ナガル       | 70,000        |            |
|                | グピス・ヤシーン県 | NA         | イシュコマン | NA            |            |
| ディアミール   | ディアミール県     | 7,234      | チラス       | 270,000       | チラス     |
|                | アストレ県         | 5,411      | Eidghah      | 100,000       |            |
|                | ダレル県           | NA         | ダレル       | NA            |            |
|                | タンギル県         | NA         | タンギル     | NA            |            |

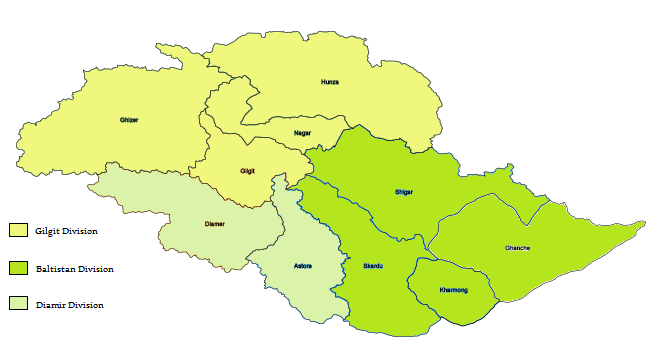
ギルギット・バルティスタンは3つの地域に分けられる
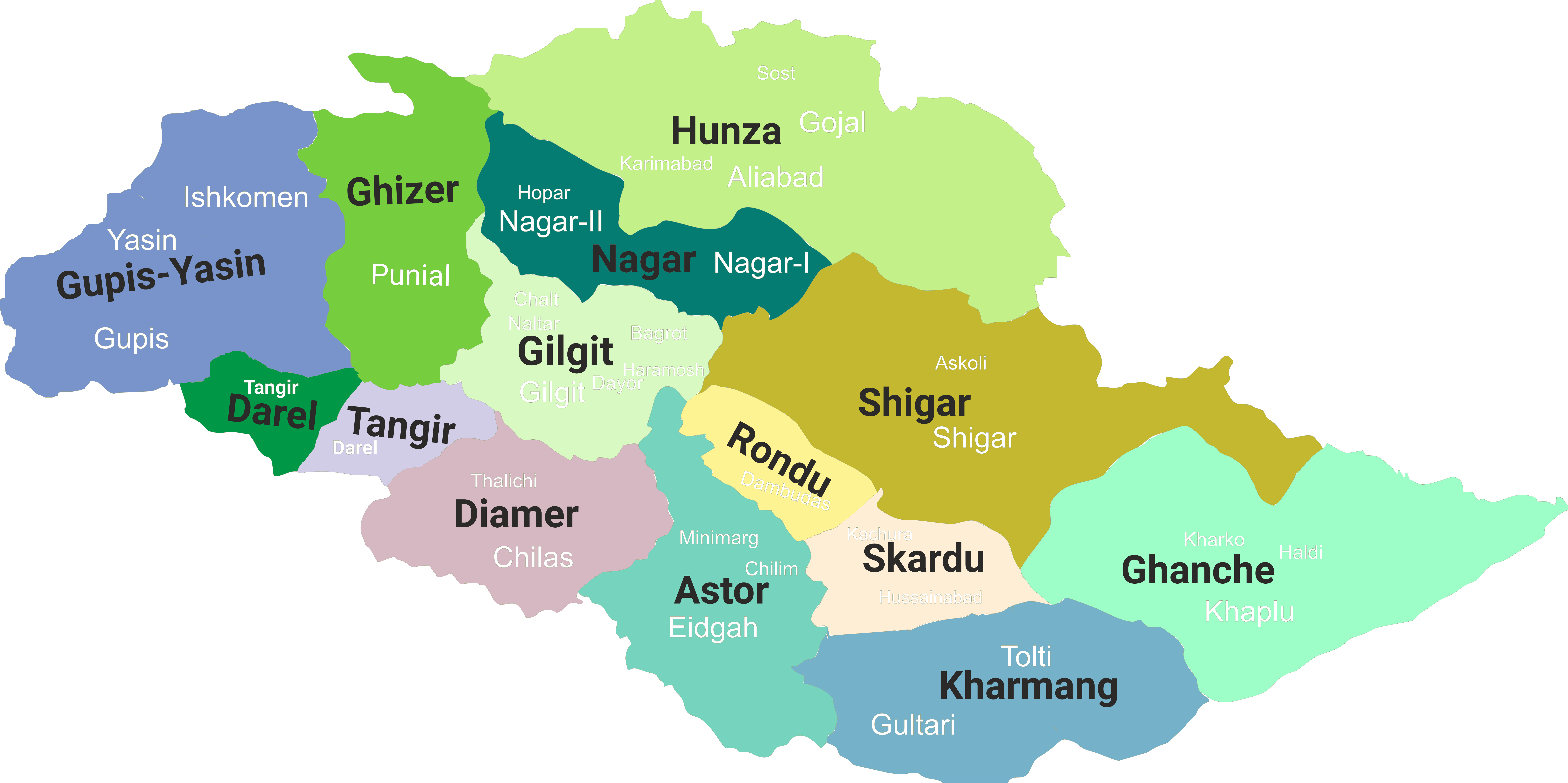
14の県（2019年現在）

## 主な都市
- ギルギット
- スカルドゥ
- チラス
- カリーマーバード（英語版）（Karimabad、フンザ）

## 経済

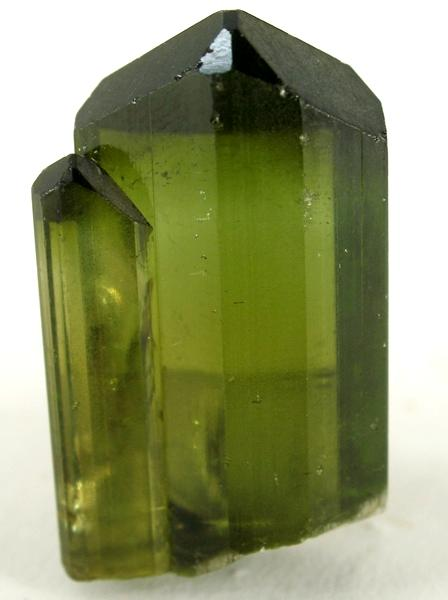
スカルドゥ県で産出するリシア電気石。

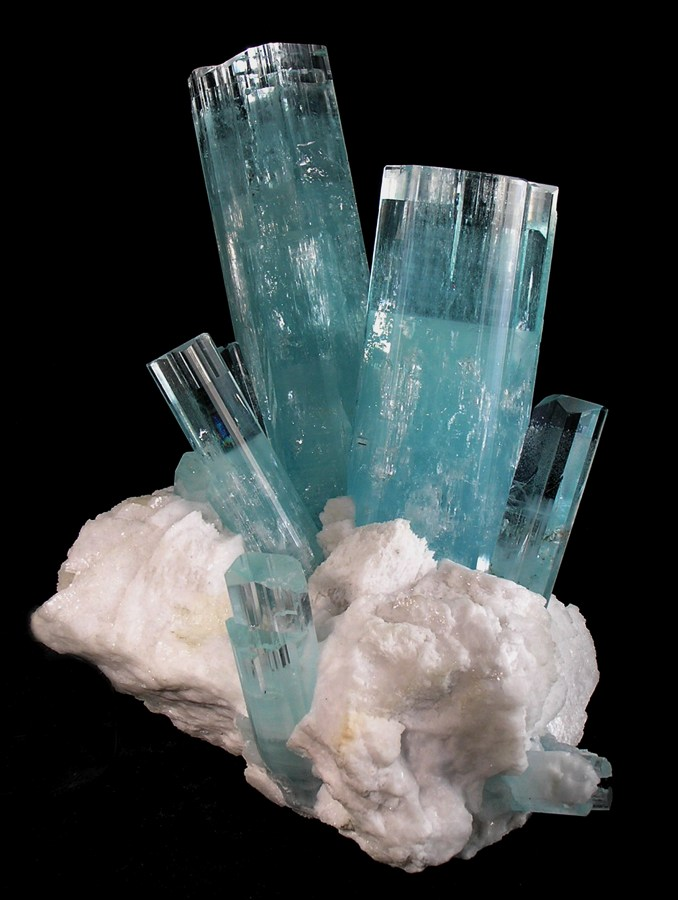
ギルギット県で産出するアクアマリン・ベリル。

リシア電気石やアクアマリン・ベリルなどが採れる。

## 住民

### 民族
ダルド人(en:Shina people, en:Shin of Hindukush、Kohistani)、Yashkun、カシミール人、Kashgari、パシュトゥーン人(Pathan)。

### 言語
ウルドゥー語がリングワ・フランカで、ほとんどの住民が理解出来る。住民の60%は、シナー語（方言：Asturjaa, Kharuchaa, chilasi）を、ギルギット, アストレ, ディアミールのほとんど, ギザルのいくつかの地区で話す。バルティ語、ワハン語、コワール語、ブルシャスキー語、ドマー語、パシュトー語。
カシミール語も少数存在する。

### 宗教
ほとんどがムスリムで、シーア派が多数。他にスンナ派、イスマーイール派、en:Sufia Nurbakhshiaがいる。